# 青尼羅河瀑布

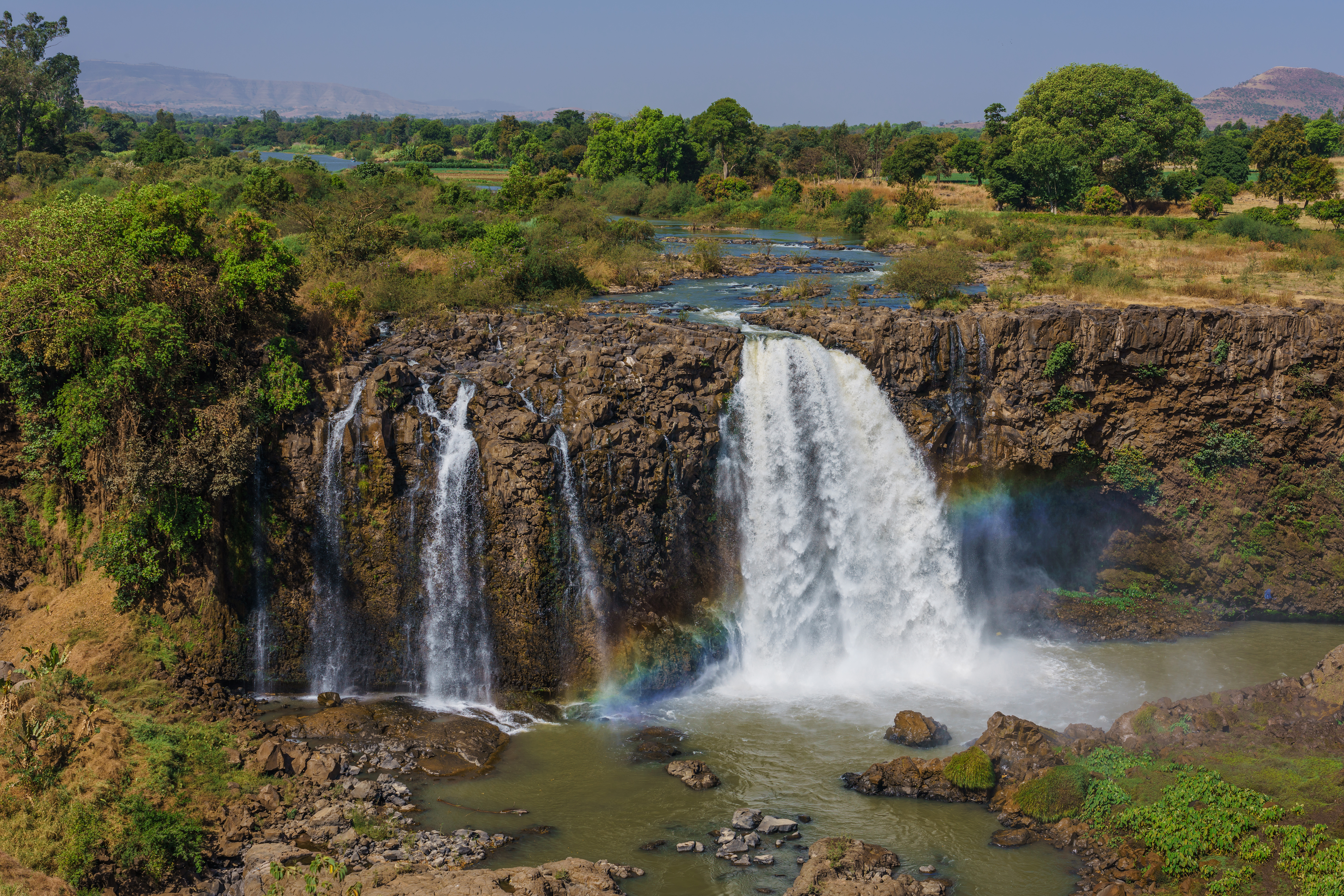

青尼羅河瀑布（Tis Abay，Blue Nile Falls）是東非國家埃塞俄比亞的瀑布，位於該國北部阿姆哈拉州的青尼羅河上，瀑布寬400米，位差37至45米，是該國最著名的旅遊景點。
11°33′15″N 37°24′03″E / 11.55403°N 37.40089°E